# Ausstellungszentrum Fučíkplatz

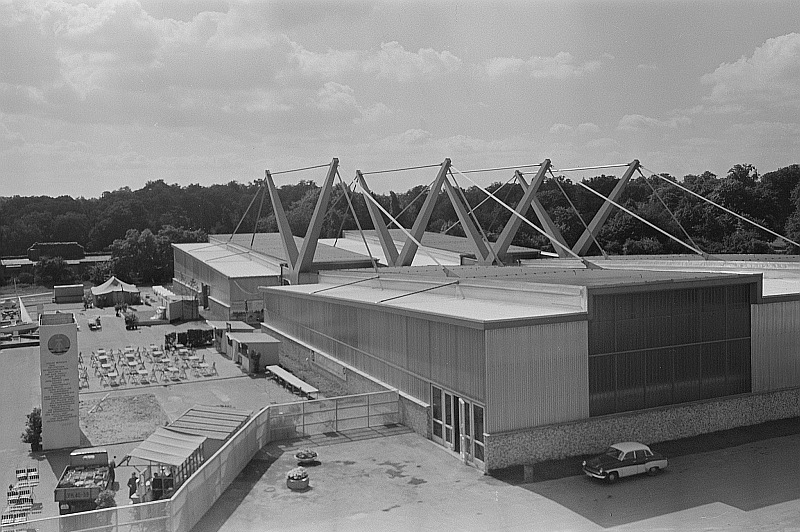
Ausstellungshallen um 1970

Das Ausstellungszentrum Fučíkplatz – auch Ausstellungszentrum am Fučíkplatz und Ausstellungszentrum Straßburger Platz – war ein Gebäudekomplex, der auf dem Areal des im Zweiten Weltkrieg zerstörten Städtischen Ausstellungsgeländes von Dresden errichtet wurde. Der Name ist vom Fučíkplatz (Julius Fučík) abgeleitet, dem ehemaligen Stübelplatz und seit Oktober 1991 Straßburger Platz.
Heute befindet sich am Ort des Ausstellungszentrums die Gläserne Manufaktur, eine Autofabrik.

## Gebäude und Fläche
Im Jahr 1969 wurden zwei Hallen und Funktionsgebäude unter dem Namen Ausstellungszentrum Fučíkplatz eröffnet. Zu seiner Eröffnung verfügte es über 4.000 Quadratmeter Ausstellungsfläche und 11.200 Quadratmeter Freifläche sowie 8.200 Quadratmeter Parkplatz. Damit war die als endgültig geplante Lösung für das langjährige Ausstellungsprovisorium in der Stadthalle am Nordplatz (heute Militärhistorisches Museum) gefunden. Es bestand aus zwei Hallen, die durch zwei in Glas gefasste Gänge verbunden waren. In diesen Übergängen befand sich der Haupteingang. Das besondere Merkmal dieser etwa 100 Meter langen Doppelhalle bestand im Tragwerk des Daches. Zwei Pylonkonstruktionen hielten das Dach in der gewünschten Lage und ermöglichten einen stützenfreien Nutzraum darunter. Das war für die Ausstellungspraxis eine ideale Raumvoraussetzung. Weiterhin existierten ein Verwaltungs- und Lagergebäude sowie kleine technische Bauten. Zwischen den Hallen und dem Verwaltungsgebäude befand sich ein befestigter Platz, der als Ausstellungsfreifläche bedarfsweise genutzt wurde. Zudem fand hier bis 1991 alljährlich mehrmals einige Wochen lang Dresdens größtes Volksfest statt, siehe Dresdner Vogelwiese.
Die Ausdehnung des Ausstellungszentrums umfasste die gesamte Fläche des ehemaligen Ausstellungsgeländes vor 1945, das sich zwischen Stübelallee und Herkulesallee im Großen Garten sowie zwischen Lennéstraße und Botanischem Garten erstreckte. An Stelle des ebenso kriegszerstörten Kunstausstellungsgebäudes befand sich die Gleisschleife und ein Bahnhof der damaligen Pioniereisenbahn.

## Planungen und Errichtung
Der zerstörte Städtische Ausstellungspalast hatte für die unmittelbar nach Kriegsende wieder einsetzende Dresdner Ausstellungsarbeit eine schmerzliche Lücke hinterlassen. Die Suche nach einer funktionsfähigen Lösung setzte bald ein. Um 1957 stellten städtische Ausstellungsmitarbeiter konkrete Überlegungen für den Neubau einer Mehrzweckhalle an und suchten sogar konkreten Rat in der Bundesrepublik und im Ausland. Für die später am Fučíkplatz errichteten Ausstellungshallen hatte die Abteilung Städtebau und Architektur des Rates der Stadt den freien Architekten Günter Fischer aus Dresden mit entsprechenden Studien beauftragt. So konnte der Rat der Stadt Dresden im Jahr 1966 eine Planung unter der Bezeichnung „Ausstellungshalle Dresden“ vorstellen, die den wenige Jahre später eröffneten zwei Hallen sehr ähnlich war. Im Gegensatz zur Realisierung war dabei der Haupteingang in Richtung Lennéstraße vorgesehen.

## Eröffnung und Aktivitäten bis 1989
Die Eröffnung des Ausstellungszentrums geschah am 5. Oktober 1969 mit der heute unscheinbar anmutenden 1. Lehr- und Leistungsschau des Bezirkes Dresden. Die Eröffnungsveranstaltung wurde von Manfred Scheler, dem Vorsitzenden des Rates des Bezirkes Dresden, mit einer Ansprache begonnen. Dabei wurde auf die Bedeutung des Bezirkes Dresden für den Anteil (13 Prozent) an der jährlichen Industrieproduktion der DDR verwiesen und eine Würdigung zur Planung und Errichtung vom Ausstellungszentrum ausgesprochen.
Ein Jahr später fand in Dresden im Kulturpalast und auf diesem Areal eine auf große Aufmerksamkeit stoßende Veranstaltung statt. Der 5. Welt-Getreide- und Brot-Kongress 1970 (24. bis 29. Mai) mit seiner umfassenden Fachausstellung verschaffte dem neu errichteten Ausstellungszentrum nationale und internationale Beachtung.
Der Betreiber des Komplexes war der VEB (K) Ausstellungen der Stadt Dresden. Dieser hatte seinen Sitz auf der Schnorrstraße in der Südvorstadt und konzipierte bzw. organisierte ein jährliches Ausstellungsprogramm, das sich nun hauptsächlich im neuen Gelände abspielte. In dieser Betriebsform existierte das städtische Ausstellungswesen bis zum 31. Dezember 1978. Mit Beginn des Jahres 1979 gingen alle Betriebsstrukturen im VE Veranstaltungsbetrieb auf. Diesen hatte man 1969 gegründet und er ging aus dem ehemaligen und 1958 geschaffenen VEB Kulturpark Großer Garten hervor.
Die Vielseitigkeit des Ausstellungsgeschehens hatte bereits zu Beginn der 1970er Jahre abgenommen und musste im VE Veranstaltungsbetrieb weitere Einschnitte hinnehmen. Ein vielfältiges Ausstellungsleben, welches gelegentlich internationale Aufmerksamkeit auf sich zog, war ab diesem Zeitabschnitt der DDR für Dresden nicht vorgesehen. Nur wenige einzelne Aktivitäten erzeugten eine überregionale Ausstrahlung.
Mit der Übernahme des VEB Ausstellungen der Stadt Dresden wurde auch eine eigenständige „Ausstellungspolitik“ in Dresden aufgegeben, weil das neu eingegliederte Ressort im Veranstaltungsbetrieb als Servicebereich gesehen und nun in dieser Weise betrieben wurde.
Unter jener spezifischen Konstellation arbeitete der Ausstellungsbereich bis 1989. In diese Zeit fallen drei Kunstausstellungen der DDR (VIII., IX. und X. Kunstausstellung), von denen Teilbereiche in den Ausstellungshallen am Fučíkplatz zu sehen waren. Diese Kunstausstellungen erzielten für DDR-Verhältnisse mit jeweils etwa einer Million Besuchern eine bemerkenswerte Resonanz und wurden vom Zentrum für Kunstausstellungen in Berlin organisiert.
Am 1. April 1989 beging der VE Veranstaltungsbetrieb mit einem Festakt sein 20-jähriges Bestehen. Dieser Anlass wurde im Rahmen der Ausstellung Blumenfrühling Dresden 1989 in den Ausstellungshallen für das öffentliche Publikum wahrgenommen.

## Aktivitäten nach 1989
Nach den gesellschaftlichen und politischen Veränderungen in den Wendejahren 1989/90 konnte sich die thematische Bandbreite der Veranstaltungen wieder qualitativ erweitern und es setzte sich im allgemeinen Sprachgebrauch der Begriff „Ausstellungszentrum Dresden“ und später „Ausstellung Dresden“ durch. Zunächst lief die städtische Ausstellungsarbeit im Eigenbetrieb ähnlichen Veranstaltungsbetrieb Dresden weiter, bis es am 1. Januar 1994 zur Gründung der Dresdner Ausstellungsgesellschaft mbH mit der Landeshauptstadt Dresden als einziger Gesellschafterin kam. In den provisorisch und beengt wirkenden Ausstellungshallen konnte in kurzer Zeit wieder ein überregional beachteter und thematisch interessanter Ausstellungs- und Messestandort entwickelt werden. Zwei Jahre später beging das Dresdner Ausstellungswesen mit einem Festakt und einer der eigenen Geschichte gewidmeten Sonderausstellung das 100. Jubiläum städtischer Ausstellungsaktivitäten.
Andere Institutionen Dresdens wie die Staatlichen Kunstsammlungen oder das Deutsche Hygiene-Museum leisteten durch eigene Ausstellungen einen weiteren, vom städtischen Ausstellungszentrum unabhängigen und ergänzenden Beitrag zur Entwicklung des Ausstellungswesens in Dresden.
Mit der Wiederbelebung größerer Ausstellungsprojekte am Fučíkplatz/Straßburger Platz nach 1989 kehrte auch das bereits in den 1920er Jahren spürbare Problem des Flächenmangels wieder in die Praxis zurück. Dadurch musste diese Thematik aus ökonomischer und städtebaulicher Sicht erneut aufgegriffen und betrachtet werden. Zur Neuordnung der Bebauung und Verkehrsführung am Straßburger Platz fasste die Stadtverordnetenversammlung bereits am 13. Dezember 1990 einen Beschluss, der einen Bebauungsplan für dieses städtische Gebiet zum Inhalt hatte. Im Jahr 1992 befasste sich dann das Stadtverordnetenkollegium mit einem Beschlussvorschlag zur Realisierung eines Ausstellungs- und Kongresszentrums am Straßburger Platz. Dem lagen zwei vergleichende Untersuchungen und Konzepte zugrunde.
Die in diesem innerstädtischen Raum schwierig zu lösenden Verkehrsprobleme im Umfeld eines solchen Funktionskomplexes erbrachten zwangsläufig neue Standortüberlegungen. Diese gleiche Schlussfolgerung hatte sich bereits aus den durch Stadtbaurat Paul Wolf Mitte der 1920er Jahre vorangetriebenen Alternativplanungen ergeben. Diese erneut gewonnene Erkenntnis bewirkte für das Areal an der Nordwestecke des Großen Gartens andersartige Nutzungsüberlegungen.
Um dem gewachsenen Bedarf an Ausstellungsflächen nachzukommen, ließ die Dresdner Ausstellungsgesellschaft mbH um 1995 eine zusätzliche Leichtbauhallengruppe mit einer Grundfläche von 8.500 Quadratmetern errichten. Das verringerte zwar die verfügbaren Freiflächen und Parkplatzkapazitäten weiter, kam aber dem dringenden Wunsch von externen Ausstellungspartnern entgegen. Nun waren insgesamt 13.000 Quadratmeter überdachte Fläche verfügbar. Diese bauliche Entwicklung korrespondierte mit einer Zunahme an jährlichen Veranstaltungen. Waren es im Jahr 1993 noch 21 Ereignisse bei den Dresdner Ausstellungen, stieg deren Anzahl 1995 bereits auf 35. Der Mangel an Fahrzeugstellplätzen verschärfte sich weiter.
Im Zuge der Entscheidung zum Bau der Gläsernen Manufaktur musste für die Ausstellungsfläche ein neuer Platz gefunden werden, der sich im Rahmen eines städtebaulich-landschaftspflegerischen Ideenwettbewerbs (1995) zugunsten einer Neugestaltung auf dem Gelände des ehemaligen Erlweinschen Vieh- und Schlachthofs im Großen Ostragehege fand. Unter dem Namen Messe Dresden werden hier Veranstaltungen angeboten.
Die letzte Ausstellung am für Dresden historisch bedeutsamen und seit 1896 dafür genutzten Ausstellungsareal war die Deutsche Theater Messe vom 23. bis 25. April 1999.